# Суї (родовище)
Суї — газове родовище у Пакистані. Входить у Нижньоікрійський нафтогазоносний басейн.

## Історія
Відкрите 1952 року.

## Характеристика
Глибина залягання покладів 1400 м. Запаси 176 млрд м3.